# Oliver Gavin
Oliver Benjamin Gavin (1972. szeptember 29. –) brit autóversenyző, az 1995-ös brit Formula–3-as bajnokság győztese.

## Pályafutása

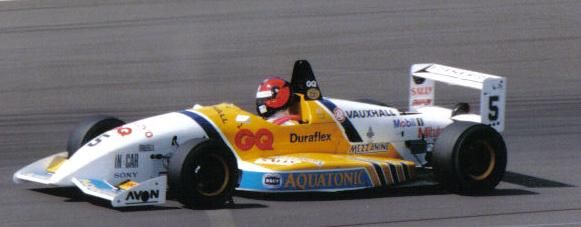
1995-ben a brit Formula–3-as bajnokság egy futamán

1993-ban öt futamgyőzelmet szerzett, és második lett hazája Formula–3-as sorozatában. A következő évben a nemzetközi Formula–3000-es széria négy futamán indult, valamint a Formula–1-es világbajnokságon is szereplő Pacific Racing tesztpilótája volt.
1995-ben visszatért a Formula–3-as bajnokságba, ahol Ralph Firmanel, és a később több Indianapolisi 500-at is nyert Hélio Castronevesszel küzdött a bajnoki címért. Gavin hat futam győzött a szezonban, végül mindössze nyolc ponttal Firman, és tizenöttel Castroneves előtt megnyerte az összetett értékelést.
1997 és 2000 között a Benetton-istálló tesztpilótája volt. Ebben az időszakban, 1997-től 1999-ig ő vezette a biztonsági autót a Formula–1-es világbajnokság futamain.
2001 óta különböző túraautó-versenyeken, és hosszútávú autóversenyeken indul. Rendszeres résztvevője a Le Mans-i 24 órás viadaloknak, valamint Le Mans-szériás futamoknak. Ezeken több kategória-győzelmet is jegyez.

## Magánélete
Házas, felesége Helen. Három gyermekük van, Lily a lányuk, és fiuk, Isaac és Fergus. A család jelenleg Northamptonshire-ben él.

## Eredményei
Le Mans-i 24 órás autóverseny
| Év   | Csapat                | Autó                      | Csapattárs       | Csapattárs         | Helyezés | Kiesés oka |
| ---- | --------------------- | ------------------------- | ---------------- | ------------------ | -------- | ---------- |
| 2001 | Saleen-Allen Speedlap | Saleen S7-R               | Franz Konrad     | Terry Borcheller   | 26.      |            |
| 2002 | Corvette Racing       | Chevrolet Corvette C5-R   | Johnny O’Connell | Ron Fellows        | 12.      |            |
| 2003 | Corvette Racing       | Chevrolet Corvette C5-R   | Kelly Collins    | Andy Pilgrim       | 11.      |            |
| 2004 | Corvette Racing       | Chevrolet Corvette C5-R   | Olivier Beretta  | Jan Magnussen      | 6.       |            |
| 2005 | Corvette Racing       | Chevrolet Corvette C6.R   | Olivier Beretta  | Jan Magnussen      | 5.       |            |
| 2006 | Corvette Racing       | Chevrolet Corvette C6.R   | Olivier Beretta  | Jan Magnussen      | 4.       |            |
| 2007 | Corvette Racing       | Chevrolet Corvette C6.R   | Olivier Beretta  | Massimiliano Papis | Kiesett  | Defekt     |
| 2008 | Corvette Racing       | Chevrolet Corvette C6.R   | Olivier Beretta  | Massimiliano Papis | 15.      |            |
| 2009 | Corvette Racing       | Chevrolet Corvette C6.R   | Olivier Beretta  | Marcel Fässler     | Kiesett  | Defekt     |
| 2010 | Corvette Racing       | Chevrolet Corvette C6 ZR1 | Olivier Beretta  | Emmanuel Collard   | Kiesett  | Baleset    |

Teljes eredménysorozata az FIA GT1 világbajnokságon
(Táblázat értelmezése)

(Félkövér: pole-pozícióból indult; dőlt: leggyorsabb kört futott) 

| Év   | Csapat          | Autó     | 1      | 2      | 3         | 4         | 5      | 6      | 7         | 8         | 9         | 10        | 11     | 12     | 13     | 14     | 15     | 16     | 17     | 18     | 19     | 20     | Helyezés | Pont |
| ---- | --------------- | -------- | ------ | ------ | --------- | --------- | ------ | ------ | --------- | --------- | --------- | --------- | ------ | ------ | ------ | ------ | ------ | ------ | ------ | ------ | ------ | ------ | -------- | ---- |
| 2010 | Mad-Croc Racing | Corvette | ABU QR | ABU CR | SIL QR 13 | SIL CR 14 | BRN QR | BRN CR | PRI QR 19 | PRI CR 19 | SPA QR 18 | SPA CR 17 | NÜR QR | NÜR CR | ALG QR | ALG CR | NAV QR | NAV CR | INT QR | INT CR | SAN QR | SAN CR | 53.      | 0    |